# Michel Gallimard
Michel Gallimard, né le 18 février 1917 à Paris (9è) et mort le 9 janvier 1960 à la clinique Lyautey à Paris (16e), est un éditeur français. Il meurt des suites de l'accident d'automobile survenu le 4 janvier qui a coûté également la vie à l'écrivain Albert Camus.

## Biographie

### Famille

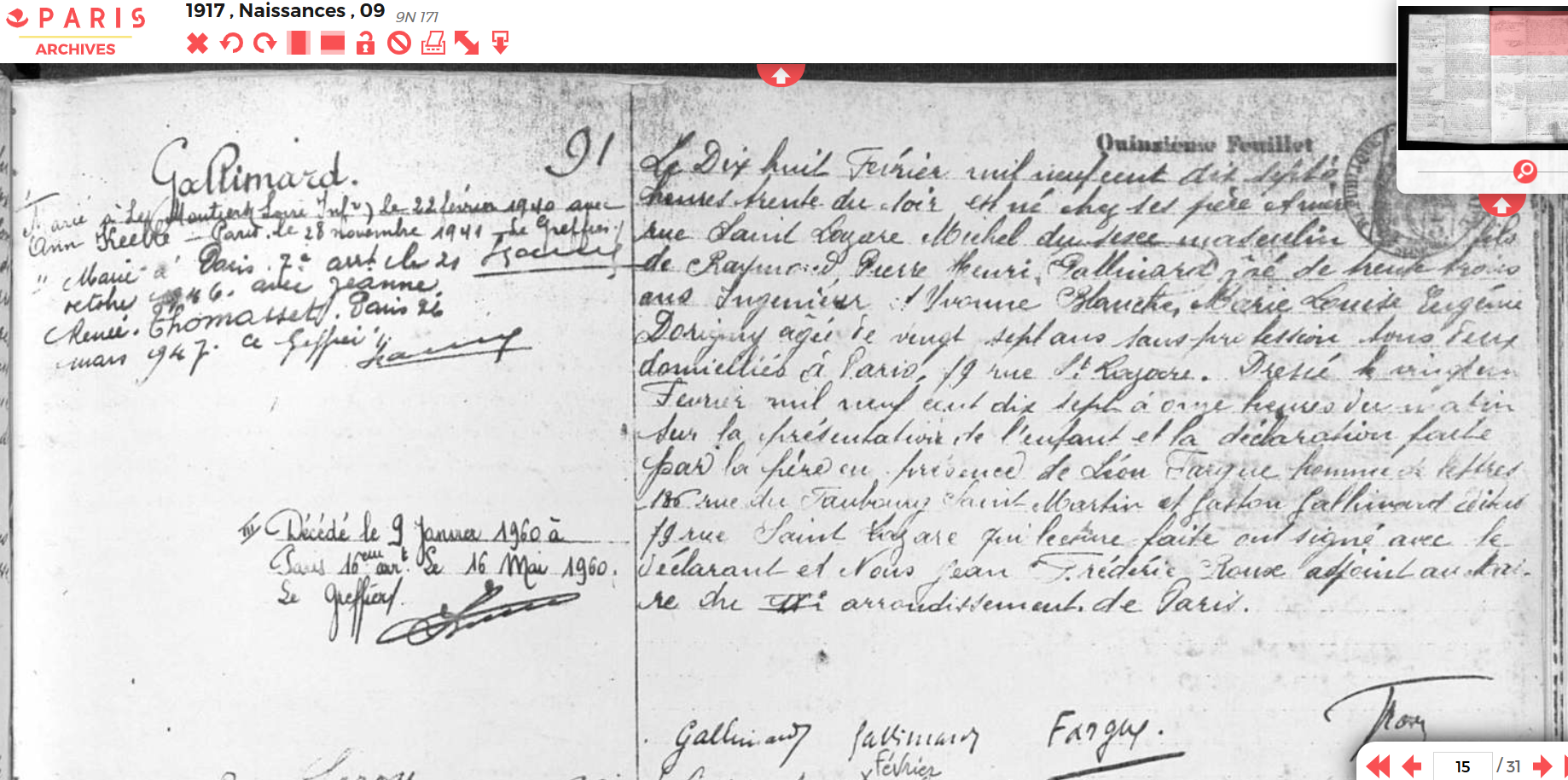
Acte de naissance de Michel Gallimard.

Michel Gallimard est le fils de Raymond Gallimard et d'Yvonne Dorigny ; il est le neveu de Gaston Gallimard, qui le considère comme son fils spirituel.[réf. nécessaire]
Il se marie en premières noces à Anne Keeble le 28 novembre 1941 et en secondes noces avec Jeanne Renée Thomasset le 21 octobre 1946.

### Carrière
En 1946, Michel Gallimard fait la rencontre d'Albert Camus alors que celui-ci achève la rédaction de son roman La Peste. Quatre ans plus tard, il se lie d'amitié avec Boris Vian au cours d'une soirée organisée chez Gaston Gallimard. En septembre 1951, il est chargé de négocier le rachat des Éditions Denoël et se voit également confier la gestion de la bibliothèque de la Pléiade par son oncle, dont il est très proche. Parallèlement, une guerre de succession éclate entre Michel Gallimard et son cousin germain Claude, fils de Gaston Gallimard.

### Accident du 4 janvier 1960
Le matin du 4 janvier 1960, Michel Gallimard prend le volant de sa Facel Vega FV3B en direction de  Paris.  
Albert Camus, qui vient de passer, avec les siens, quelques jours dans sa maison du Luberon à l'occasion des fêtes de fin d'année, monte à ses côtés ; Janine et Anne Gallimard (respectivement épouse et belle-fille de Michel Gallimard) prennent place à l'arrière du véhicule. Vers 13 h 55, peu après avoir franchi Pont-sur-Yonne, la voiture dérape et heurte violemment un platane. Dans la voiture disloquée, Albert Camus, passager du siège avant, meurt sur le coup. Michel Gallimard, grièvement blessé, décède cinq jours plus tard, le 9 janvier 1960, à l'âge de 42 ans. Janine et Anne Gallimard sont sauves. 
Michel Gallimard a été inhumé à Sorel-Moussel en Eure-et-Loir.

## Sources et références
1. ↑  « Généalogie de Michel GALLIMARD », sur Geneanet (consulté le 13 avril 2018)
2. ↑  « Mort de Michel Gallimard », Le Monde,‎ 12 janvier 1960 (lire en ligne, consulté le 1er février 2020)
3. ↑  « Chronologie: Michel Gallimard Biographie », sur www.kronobase.org (consulté le 13 avril 2018)
4. ↑  « Chronologie Robert Denoël - année 1960 », sur www.thyssens.com (consulté le 13 avril 2018)
5. ↑  « Gallimard, la maison aux cent ans de création », LExpress.fr,‎ 22 mars 2011 (lire en ligne, consulté le 13 avril 2018)
6. ↑  Bibliothèque nationale de France, « BnF - Gallimard, 1911-2011 : un siècle d'édition », sur www.bnf.fr (consulté le 13 avril 2018)
7. ↑  « Retour sur le dernier jour d'Albert Camus », L'Express,‎ 11 février 2010 (lire en ligne, consulté le 13 avril 2018).
8. ↑  « Sorel-Moussel (28) : cimetière - Cimetières de France et d'ailleurs », sur landrucimetieres.fr (consulté le 13 avril 2018)